# Jack Beaver
Jack Beaver (27 de março de 1900 – 10 de setembro de 1963) foi um fotógrafo britânico e compositor de trilhas sonoras.

## Filmografia selecionada
- Turkey Time (1933)
- Admirals All (1935)
- Beloved Imposter (1936)
- Wings Over Africa (1936)
- Second Bureau (1936)
- Ball at Savoy (1936)
- Wake Up Famous (1937)
- The Great Barrier (1937)
- The Hasty Heart (1949)